# Gobernador de Chiapas
El Gobernador del Estado de Chiapas es el titular del Poder Ejecutivo del estado mexicano de Chiapas. Tiene bajo su encargo la Administración Pública local; y para el ejercicio de sus funciones, delega las actividades a las Secretarías que dependen directamente de él.
Es elegido mediante voto directo y universal. Una vez electo, entra en funciones el día 8 de diciembre del año de la elección. Su cargo dura un periodo de seis años, sin posibilidad de reelección.
El Gobernador representa al estado de Chiapas en los asuntos en que éste sea parte, directamente o por conducto de la institución que tenga a su cargo la función de Consejero Jurídico del Gobernador. Cuenta con un órgano de apoyo para el seguimiento permanente de los acuerdos y órdenes que éste emita, así como de la agenda de reuniones institucionales e interinstitucionales, ayudantía, asesoría, coordinación, consulta, representación, protocolo, giras y la administración de la Oficina del Gobernador, el cual se denominará Gubernatura, misma que tendrá las atribuciones y estará integrada con base en el acuerdo administrativo de creación que para tal efecto expida el propio Gobernador.
Puede expedir con las formalidades legales los decretos, acuerdos, instructivos, circulares y oficios que considere necesarios para el buen desempeño de sus funciones, publicando en el Periódico Oficial del Estado los que por su naturaleza lo requieran. Para su validez deberán ser firmados por la Secretaría General de Gobierno y los titulares de las Dependencias o Entidades a las que corresponda intervenir en función de su competencia. De la misma forma podrá instar leyes o decretos, en términos de lo previsto en la Constitución Política del estado, y hacerlas llegar al Congreso para su trámite legislativo, por conducto de la Secretaría General de Gobierno.

## Palacio de Gobierno del estado de Chiapas
El Palacio de Gobierno del estado de Chiapas se ubica en la Plaza Central de Tuxtla Gutiérrez, en el centro de la Capital del estado; rodeado de otros edificios de importancia como lo son el Palacio Legislativo de Chiapas, el Palacio Municipal de Tuxtla Gutiérrez y la Catedral Metropolitana de San Marcos. Este edificio, obra del reconocido arquitecto mexicano Abraham Zabludovsky, es la sede de trabajo del Gobernador del estado de Chiapas, aunque no habita en él.